# Strakov
Strakov (německy Strockele nebo Strokele) je obec v okrese Svitavy v Pardubickém kraji. Žije zde 262 obyvatel.

## Historie
První písemná zmínka o obci pochází z roku 1347.

## Obyvatelstvo
| Rok            | 1869 | 1880 | 1890 | 1900 | 1910 | 1921 | 1930 | 1950 | 1961 | 1970 | 1980 | 1991 | 2001 | 2011 | 2021 |
| -------------- | ---- | ---- | ---- | ---- | ---- | ---- | ---- | ---- | ---- | ---- | ---- | ---- | ---- | ---- | ---- |
| Počet obyvatel | 373  | 364  | 323  | 319  | 311  | 294  | 295  | 182  | 221  | 219  | 206  | 196  | 226  | 207  | 245  |
| Počet domů     | 59   | 61   | 62   | 59   | 59   | 59   | 60   | 57   | 57   | 59   | 55   | 66   | 64   | 73   | 83   |

## Obecní správa
Mezi lety 1869–1910 Strakov byl obcí v okrese Litomyšl. V letech 1921–1930 patřil jako část obce k Pazuše a od roku 1950 je opět samostatnou obcí v okrese Litomyšl (1921–1950) a později v okrese Svitavy.

### Obecní symboly
Znak a vlajka byly obci uděleny rozhodnutím předsedy Poslanecké sněmovny Parlamentu České republiky dne 22. listopadu 2001.

## Pamětihodnosti
- Kaple Panny Marie - nad vchodem kaple uvedeno datum 1734 s písmeny AD
- Unikátní soubor klasicistních usedlostí kolem návsi (značně poškozován až po roce 1995 demolicemi)
- Kaplička, u zadní cesty při bývalému JZD
- Barokní myslivna s mansardovou střechou
- Socha Panny Marie na sloupku
- Kaplička nad pramenem
- Pietní místo (při silnici ze Strakova do Litomyšle) posledního odpočinku strakovských občanů, kteří byli pohřbeni v letech 1938–1946.[9]
- Památná Vejdova lípa v blízkosti kaple Panny Marie, stáří lípy bylo odhadnuto na 600 let s obvodem kdysi přes 8 metrů. Z dutého kmene stromu vyrostl dnes jasan.[10]